# Gary Rossington
Gary Robert Rossington (ur. 4 grudnia 1951 w Jacksonville, zm. 5 marca 2023) – amerykański gitarzysta. Współzałożyciel zespołu rockowego Lynyrd Skynyrd.